# Canal Woohoo
Canal Woohoo, o semplicemente Woohoo, è una pay tv brasiliana, rivolta a un pubblico giovanile e incentrata su sport estremi e musica. Il canale è disponibile tramite diversi operatori di pay TV brasiliani. In Portogallo è stato lanciato all'inizio del 2013 esclusivamente su ZON.
Ha sede a Rio de Janeiro.

## Storia
Woohoo ha debuttato nel maggio 2006 per iniziativa di Ricardo Bocão e Antônio Ricardo . È stato il primo canale televisivo in America Latina dedicato agli sport estremi; quelli maggiormente trattati sono surf, skateboard, snowboard, bodyboard, wake, BMX.
Nell'ottobre 2010, quando era già entrato in un milione di case brasiliane, ha cambiato veste grafica e aperto tre nuovi studi di programmazione. 
Il 14 agosto 2013 è stato classificato come uno dei "canali super-brasiliani".
Woohoo ha elaborato un'importante serie di modifiche alla sua programmazione a partire dal 18 agosto 2014. Il pacchetto di novità comprendeva programmi di cucina, trasmissioni sull'arte contemporanea e anche serie tv. Pertanto il logo del canale è stato modificato per la prima volta.
Nel 2015 Canal Woohoo era presente in circa 13 milioni di case brasiliane. Nel 2018 ha debuttato sul canale aperto CNT.
Nell'aprile 2023, Woohoo è diventato proprietà al 100% della holding Brickto Games. L'emittente ha iniziato a investire interamente in contenuti geek, seguendo l'esempio di PlayTV tra il 2006 e il 2020 e Loading dal 2020 al 2021. L'obiettivo principale del canale è diventato dunque quello di abbracciare la comunità dei giochi online e la cultura pop. Questi cambiamenti riflettono l'impegno dell'emittente nel fornire contenuti di qualità al suo pubblico target. Il logo di Woohoo è stato quindi nuovamente ritoccato. 
Oltre che in Brasile, il canale trasmette attualmente in Portogallo, Angola, Capo Verde e Uruguay.